# Agnesberg
Der Agnesberg im Harz ist ein 395 m ü. NHN hoher Berg bei Wernigerode im Landkreis Harz in Sachsen-Anhalt.

## Geographische Lage
Der Agnesberg erhebt sich im Naturpark Harz/Sachsen-Anhalt. Sein Gipfel liegt über dem Zentrum der Stadt Wernigerode. Nordwestlich befindet sich unterhalb des Gipfels auf einem Vorsprung das Schloss Wernigerode.

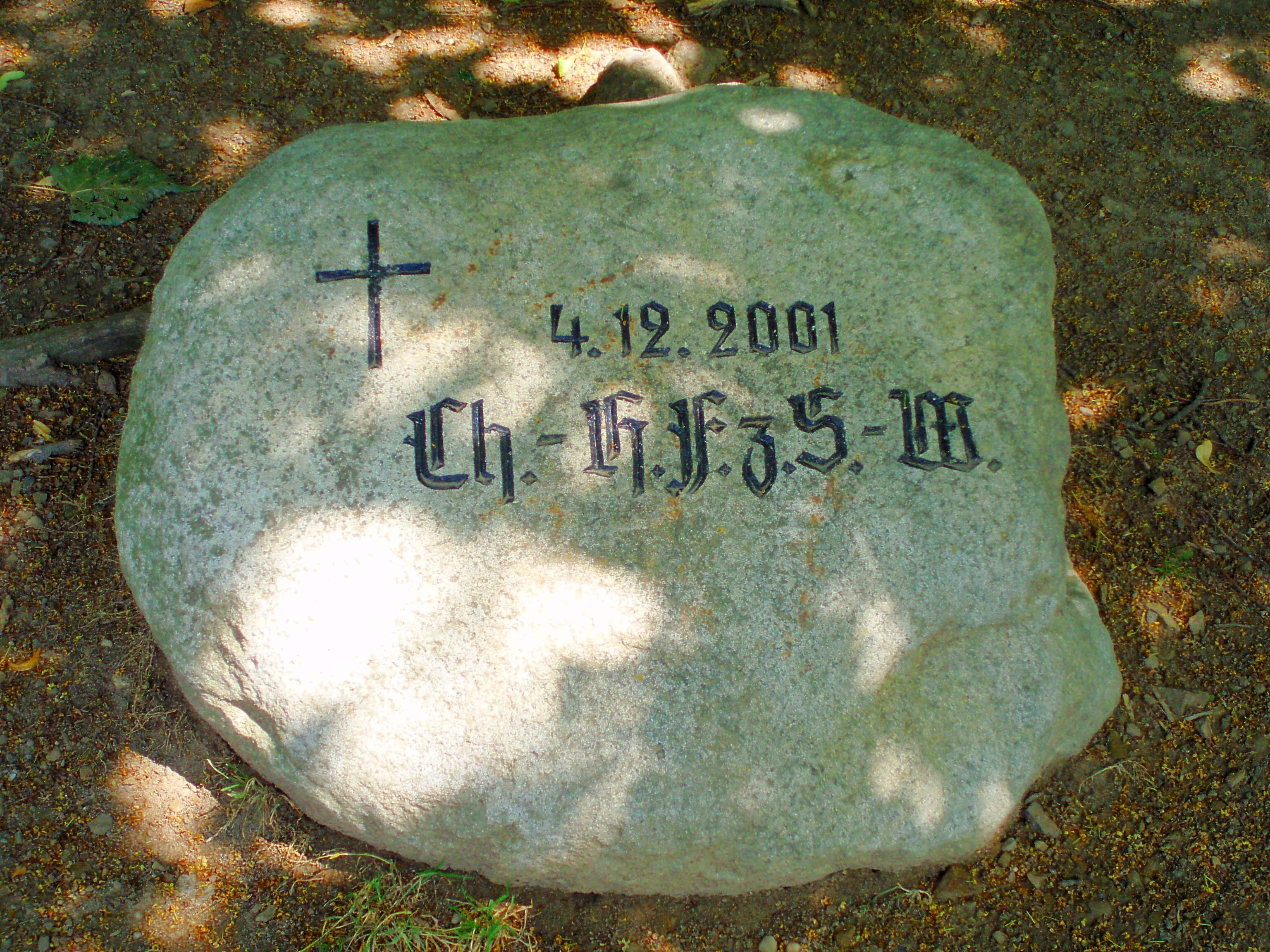
Gedenkstein für Christian Henrich Fürst zu Stolberg-Wernigerode auf dem Agnesberg

## Tourismus
Über den Agnesberg führen teilweise markierte Wanderwege, darunter der Annaweg mit einer Stempelstelle für die Harzer Wandernadel. Ferner gibt es einen Gedenkstein für Christian Henrich Fürst zu Stolberg-Wernigerode († 2001) auf dem Agnesberg.